# Îles Chesterfield
Ne doit pas être confondu avec Île Chesterfield.
Les îles Chesterfield forment un archipel de la Nouvelle-Calédonie situé dans la mer de Corail à environ 534 km à l'ouest de la pointe nord-ouest de Grande Terre. Les îles Chesterfield se composent de plusieurs îlots et récifs à fleur d'eau.

## Géographie

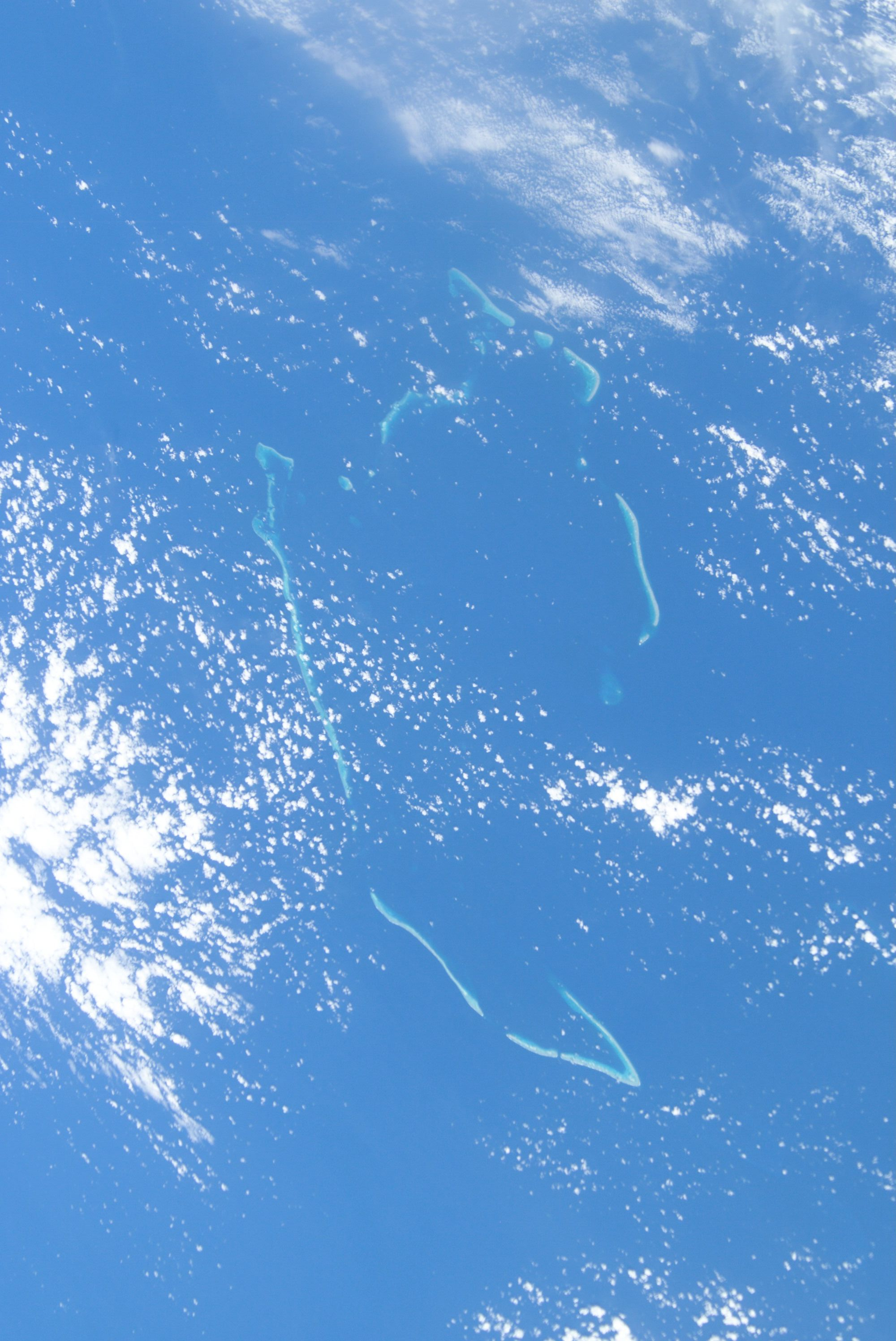
Vue satellite des îles Chesterfield

Les îles Chesterfield forment une structure de 120 km de long pour 70 km de large. Les récifs de Bellone à 164 km au sud ont une formation séparée mais sont généralement incluses avec le groupe des îles Chesterfield.
L'archipel est composé :
- de l'île Renard au nord-est,
- des récifs Bampton, au nord,
- de la Caye Skeleton, à l’est,
- des îles Chesterfield au centre,
- des îlots Avon,
- de l’île Longue, des îlots des Martins, Veys et du Passage, du nord-est au sud-ouest,
- des îlots du Mouillage, dont les îlots du Noret, Desmazures, Sainte Germaine de Pibrac et du Suet[1], du nord au sud,
- des islets Anchorage,
- de l'îlot Loop (ou Loup[2]), où est installée une station automatique de Météo-France, sous l'indicatif 98818202 (WMO 91574) au sud,
- des récifs de Bellone,  à 164 kilomètres plus au sud.

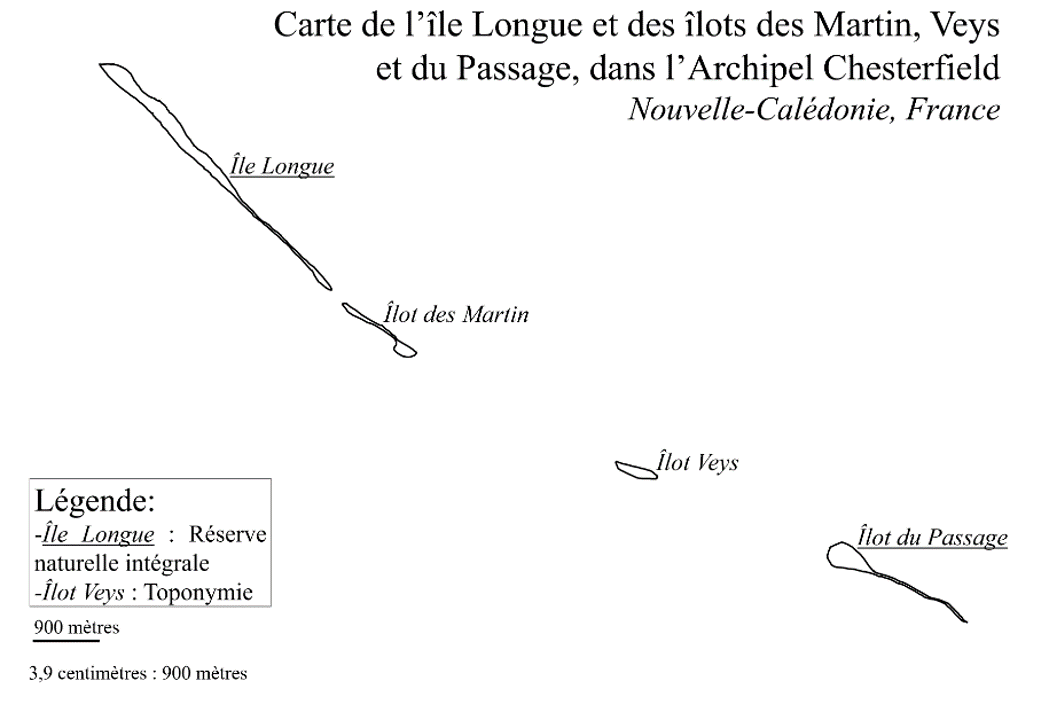
Carte de l'île Longue et des îlots des Martin, Veys et du Passage, dans le sud-ouest de l'archipel des Chesterfield.

## Histoire
Ce groupe d'îles doit son nom au navire d'un capitaine anglais, Matthew Boyd, qui faillit y faire naufrage le 2 juin 1793. Trois baleiniers s'y échouent, le Madeira Packett en 1831, l'America en 1839 et le Pocahontas en 1846.  En 1854, le navire péruvien le Grimneza avec à bord huit cents coolies chinois, fait naufrage sur un des récifs de l'Île Bampton. Six cent-cinquante d'entre eux y mourront de faim et de soif avant que, quatre mois plus tard, les survivants ne soient recueillis. 

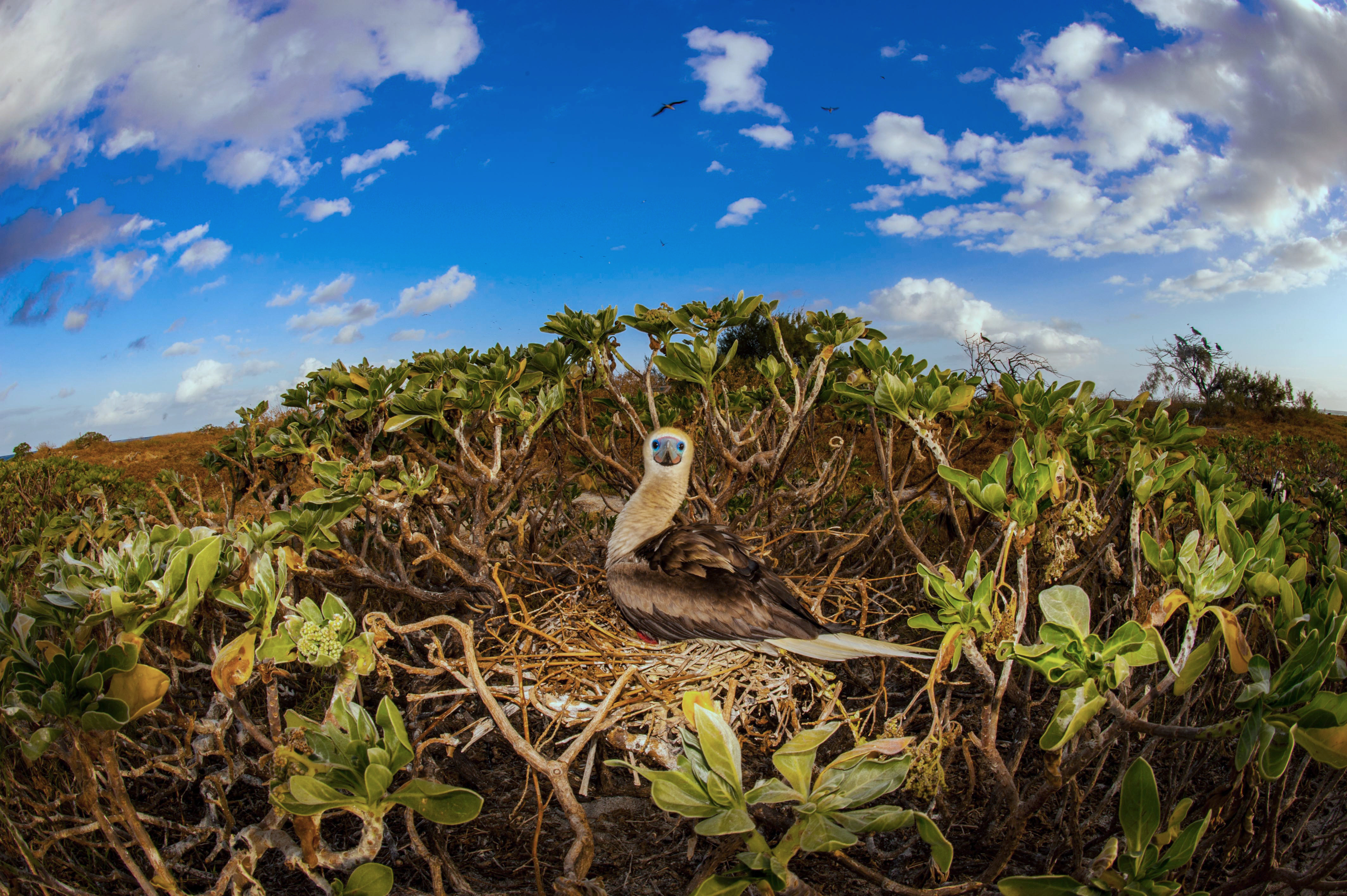
Fou à pieds rouges sur son nid dans les faux-tabacs du pourtour d'un îlot de l'atoll des Chesterfield.

Fréquenté uniquement par des baleiniers, l'archipel devient, sous l'impulsion du gouverneur Jean-Baptiste Olry, français le samedi 15 juin 1878 – lors de sa prise de possession par le lieutenant de vaisseau Louis Adolphe Guyon, commandant la Seudre – dans le but d'y exploiter le guano.
La nouvelle de la prise de possession se répandant à travers la mer de Corail, le gouverneur britannique de la Nouvelle-Galles du Sud, Hercules Robinson, signifie au gouverneur Olry que les îles Bampton et Chesterfield ont été découvertes par le commandant Boyd en 1793. Il ajoute qu'en 1860, le capitaine Joseph Denman s'était rendu, avec le Herald, sur les îles afin d'en analyser l'intérêt, sans pour autant en prendre possession. Le gouvernement anglais était même allé jusqu'à concéder une exploitation de guano pour 7 ans à une maison australienne. Néanmoins, la volonté britannique n'ayant pas été formalisée, la souveraineté française est finalement admise.
Les lignes de base droites et les lignes de fermeture des baies définissant les eaux territoriales françaises adjacentes à la Nouvelle-Calédonie sont définies pour les îles Chesterfield dans le décret du 3 mai 2002.